# Châtelaillon-Plage
Châtelaillon-Plage település Franciaországban, Charente-Maritime megyében. Lakosainak száma 6440 fő (2022. január 1.). Châtelaillon-Plage Angoulins, Saint-Vivien, Salles-sur-Mer és Yves községekkel határos.

## Népesség
A település népességének változása:
| Lakosok száma | 5377 | 5439 | 4993 | 5911 | 5927 | 5999 | 5846 | 5900 | 6024 | 6440 |
|               | 1968 | 1982 | 1990 | 2006 | 2013 | 2015 | 2017 | 2019 | 2020 | 2022 |

## Híres személyek
- itt született Dominique Lapierre (1931–2022) francia író